# Camponotus sanguinifrons
Camponotus sanguinifrons är en myrart som beskrevs av Hugo Viehmeyer 1925. Camponotus sanguinifrons ingår i släktet hästmyror, och familjen myror. Inga underarter finns listade.